# 1294
1294 (MCCXCIV) var ett normalår som började en fredag i den julianska kalendern.

## Händelser

### Mars
- 30 mars – Novgoroderna genomför ett misslyckat anfall mot Viborg.

### Juli
- 5 juli – Efter att påvestolen har stått tom i två år väljs Pietro Angelerio till påve och tar namnet Celestinus V. Han abdikerar dock redan efter fem månader på posten.

### December
- 13 december – Celestinus V abdikerar från påvestolen, eftersom han är rädd att hans påvliga plikter ska inkräkta på hans asketiska liv och därmed fördärva hans själ. Han blir därmed den förste påven som självmant har abdikerat; näste påve att göra det är Benedictus XVI 2013.
- 24 december – Efter Celestinus V:s abdikation väljs Benedetto Caetani till påve och tar namnet Bonifatius VIII.

## Födda
- 15, 18 eller 19 juni eller 18 december – Karl IV, kung av Frankrike 1322–1328

## Avlidna
- Bengt Magnusson, storman, riksråd, lagman i Östergötland.